# Rotunda

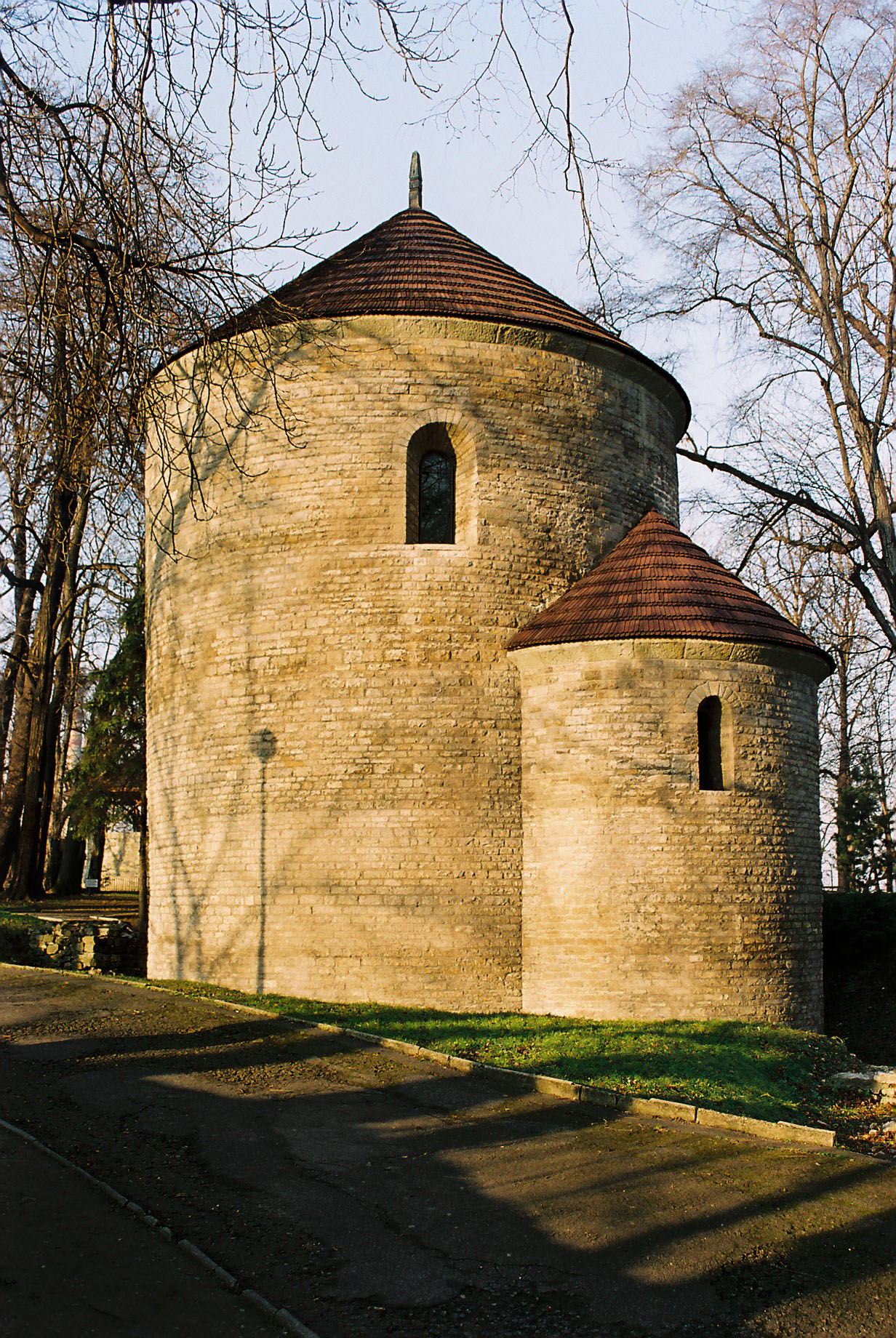
Rotunda św. Mikołaja w Cieszynie

Rotunda (łac. rotundus - okrągły) – budowla w układzie centralnym, wzniesiona na planie koła. Składa się z jednego pomieszczenia przykrytego często kopułą, czasem z dobudowanymi apsydami. Rotunda może stanowić budynek zamknięty, czasem okolony kolumnadą (tolos). Budowle tego typu znane są od starożytności.
Przykładami budowli w kształcie rotundy są:
- Panteon w Rzymie – II wiek,
- Kościół św. Aleksandra w Warszawie,
- Rotunda PKO w Warszawie,
- rotunda Najświętszej Marii Panny (świętych Feliksa i Adaukta) na Wawelu – X/XI wiek,
- rotunda św. Mikołaja na Górze Zamkowej w Cieszynie – XI wiek
- rotunda św. Prokopa w Strzelnie – XII wiek,
- rotunda św. Marcina na Wyszehradzie (Praga) – XI wiek
- Rotunda – część miasta Zamość
- Rotunda Zamojska – jeden z elementów fortyfikacji obronnej Twierdzy Zamość
- budynek Panoramy Racławickiej we Wrocławiu.

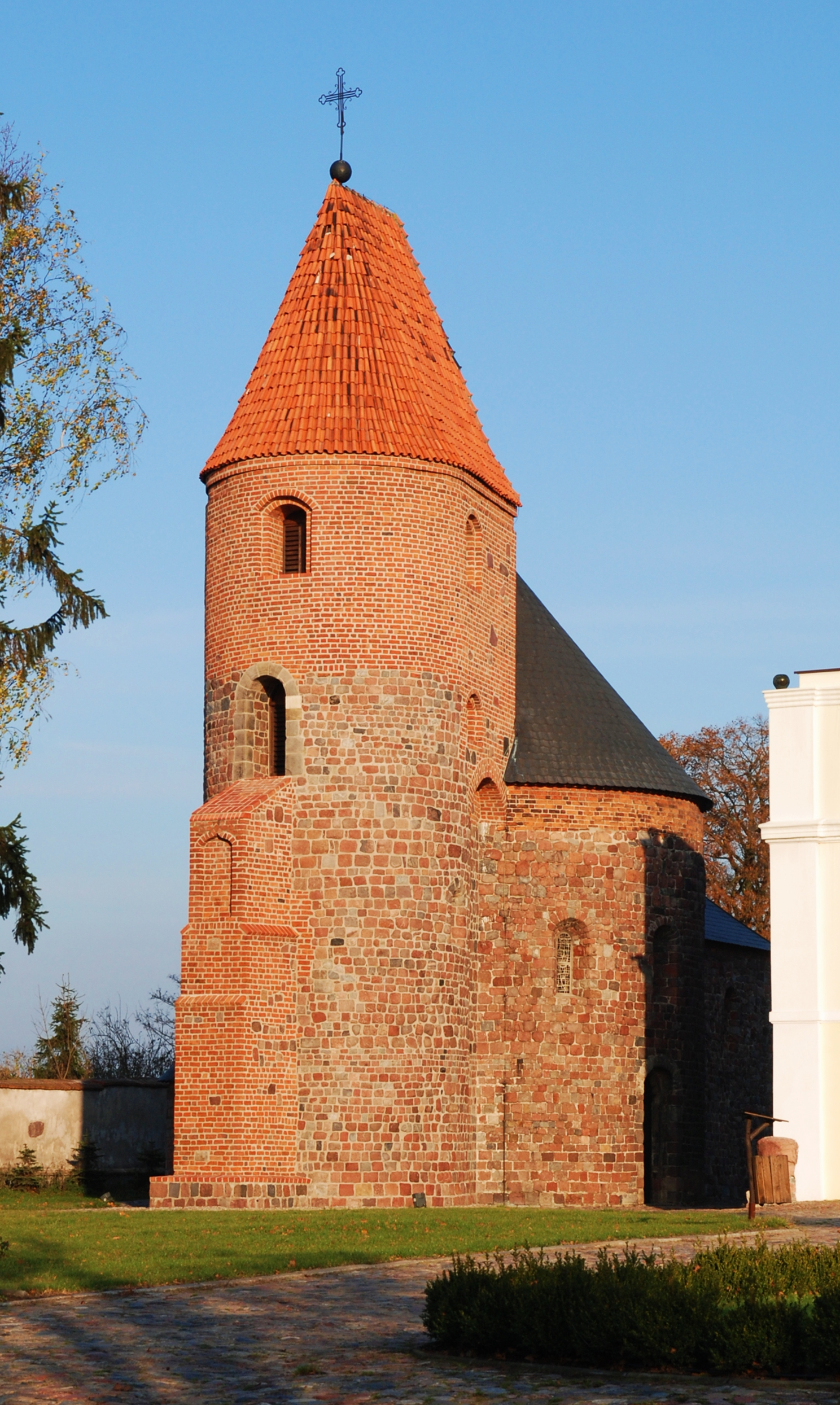
Rotunda św. Prokopa w Strzelnie - największa rotunda kościelna w Polsce

Rotunda to również obszerne, koliste pomieszczenie przykryte najczęściej kopułą, charakterystyczne dla reprezentacyjnych pomieszczeń pałacowych z okresu renesansu, baroku i klasycyzmu, np. Kaplica Moskiewska.